# ککسبی، لینکلن‌شر
ککسبی (به انگلیسی: Kexby) یک روستا و محله مدنی در بریتانیا است که در West Lindsey واقع شده‌است. ککسبی ۳۴۰ نفر جمعیت دارد.